# Volkswagen Beetle
Volkswagen Beetle (вимова: укр. Фольксваґен бітл) — компактний автомобіль, який виробляється і продається компанією Volkswagen. Схожий на свого попередника Volkswagen New Beetle, однак дизайн автомобіля багато в чому ріднить його зі своїм далеким предком — оригінальним Volkswagen Käfer. Beetle більший, ніж New Beetle (на 149 мм довший) і базується на платформі A5 (PQ35) поряд з Volkswagen Jetta. Крім того, висота менша на 12 мм ніж у попередника, а ширина — на 87 мм більше. Обсяг багажника теж збільшився (310 л. Проти 209 л.). Друге покоління Beetle буде вироблятися на заводі Volkswagen в Пуебла, Мексика, Там само, де і Volkswagen Jetta. Кабріолет-версія з'явиться після купе в 2012 році. Слідом повинна вийти версія Beetle R.

## Поява

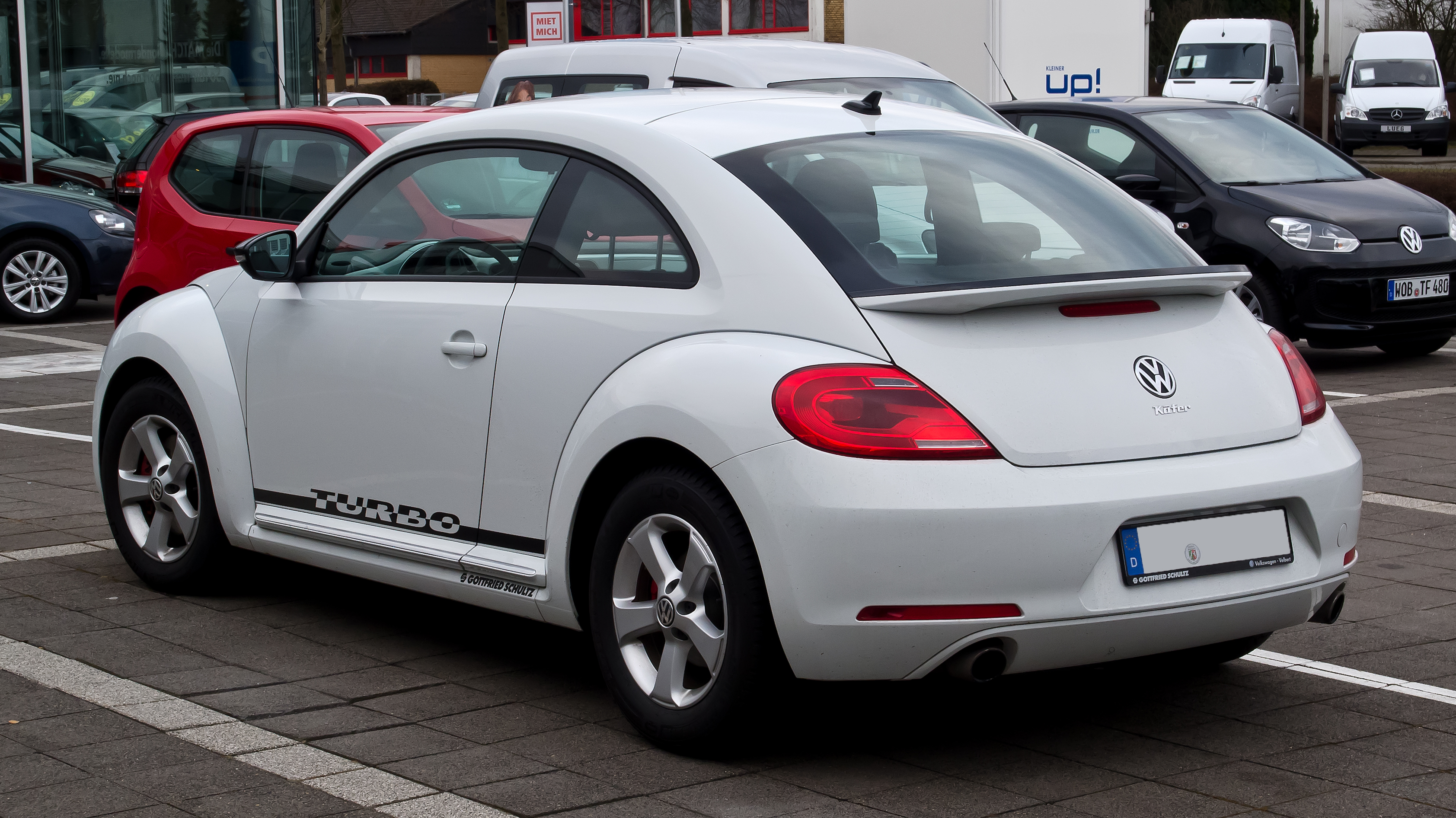
Volkswagen Beetle 2.0 TSI Sport

22 листопада 2010 в заключному епізоді Oprah's Favorite Things, Опра Вінфрі та Volkswagen оголосили про те, що кожен член аудиторії Вінфрі в цей день отримає один з жуків після його виходу в 2011 році. Персонал Volkswagen дав глядачам свої особливі ключі від автомобіля.
Щоб відсвяткувати глобальну появу, Volkswagen в партнерстві з MTV дебютували автомобіль на трьох континентах 18 квітня. Почалося все в Шанхаї, а потім в Берліні і Нью-Йорку.
20 квітня 2011, модель 2012 року була представлена як Volkswagen Beetle, опустивши слово «New» з його назви. Автомобіль дебютував на Автосалоні в Шанхаї та Автосалоні в Нью-Йорку.

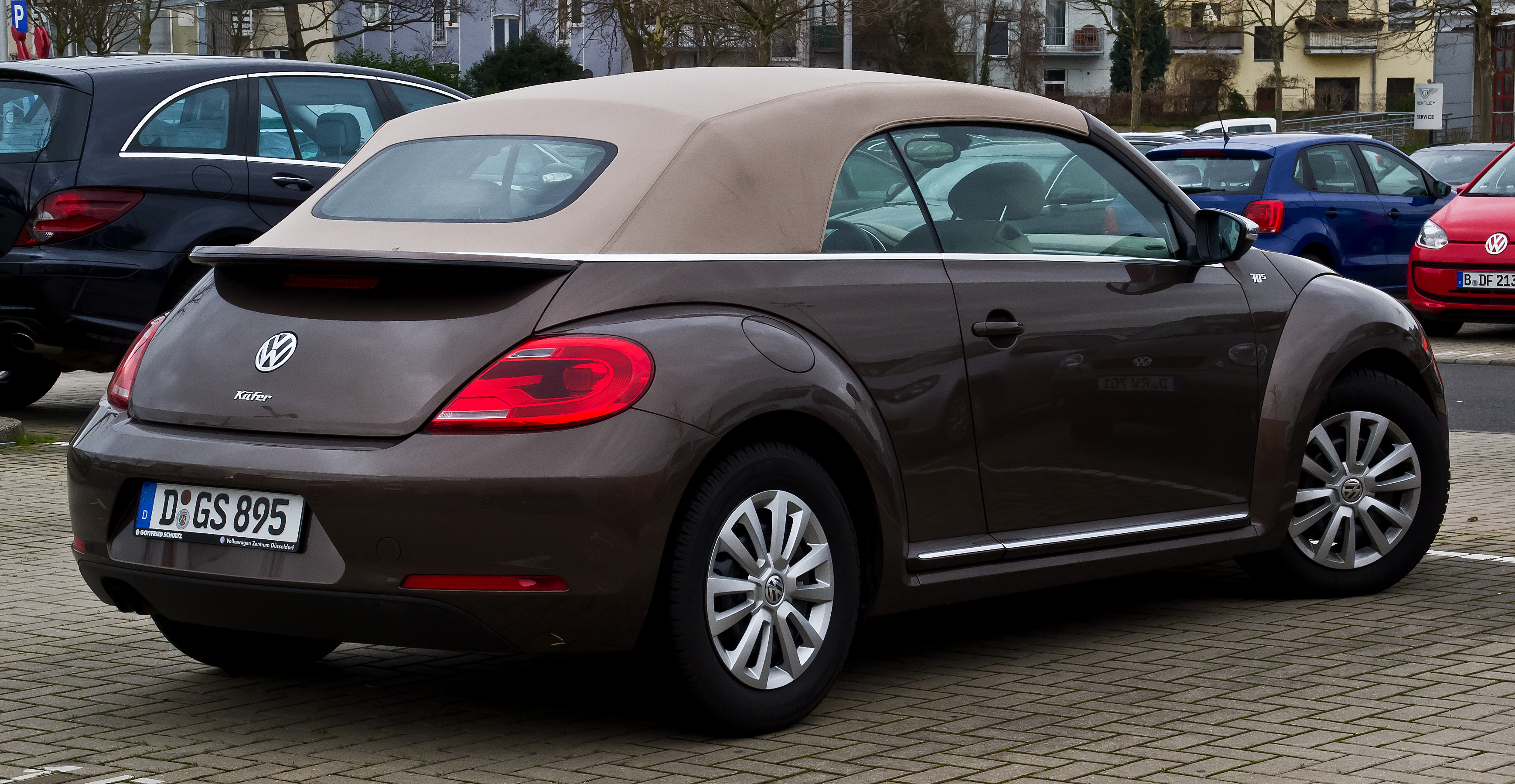
Volkswagen Beetle Cabriolet

### Volkswagen Beetle 2016

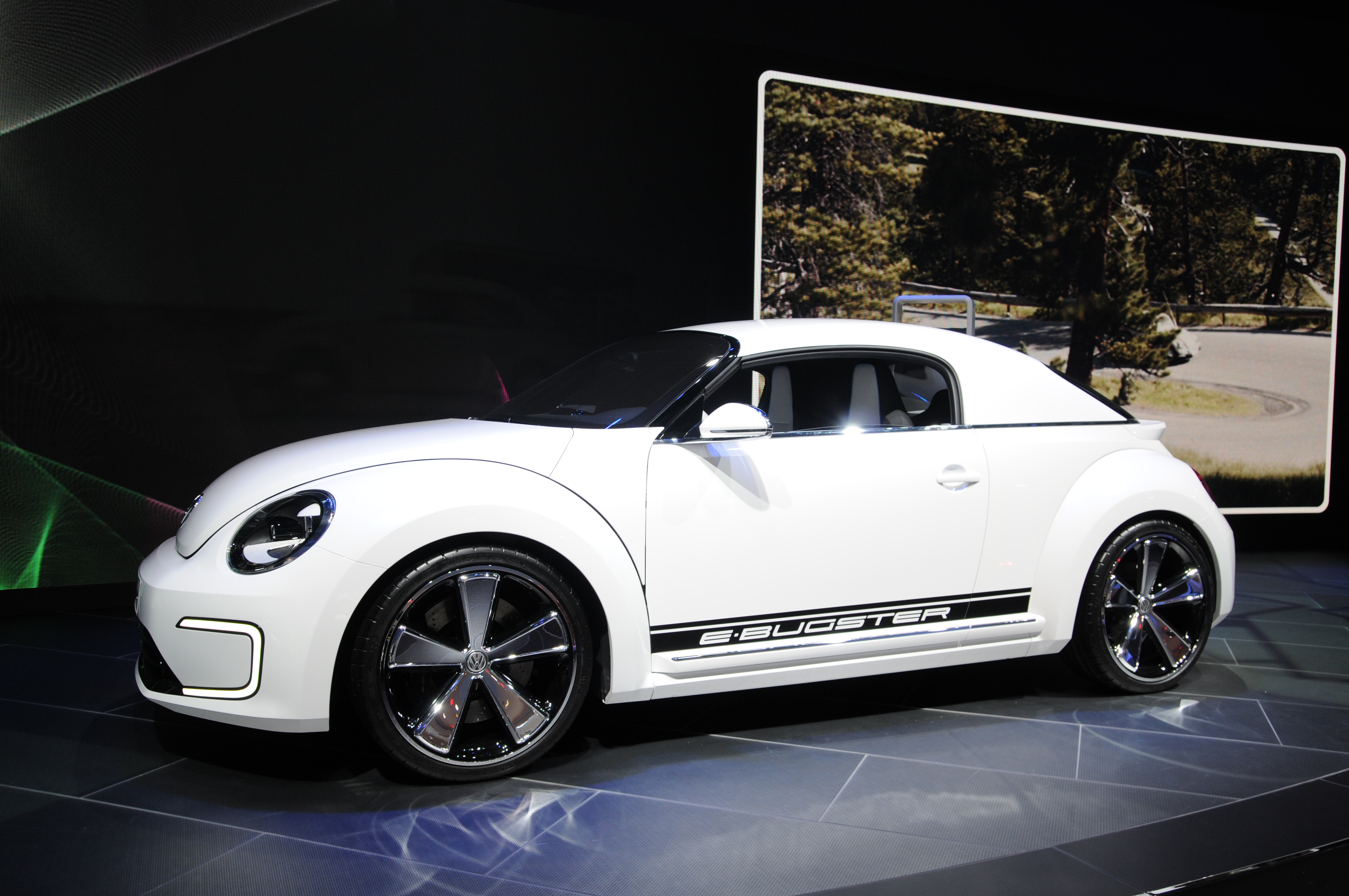
Volkswagen E-Bugster

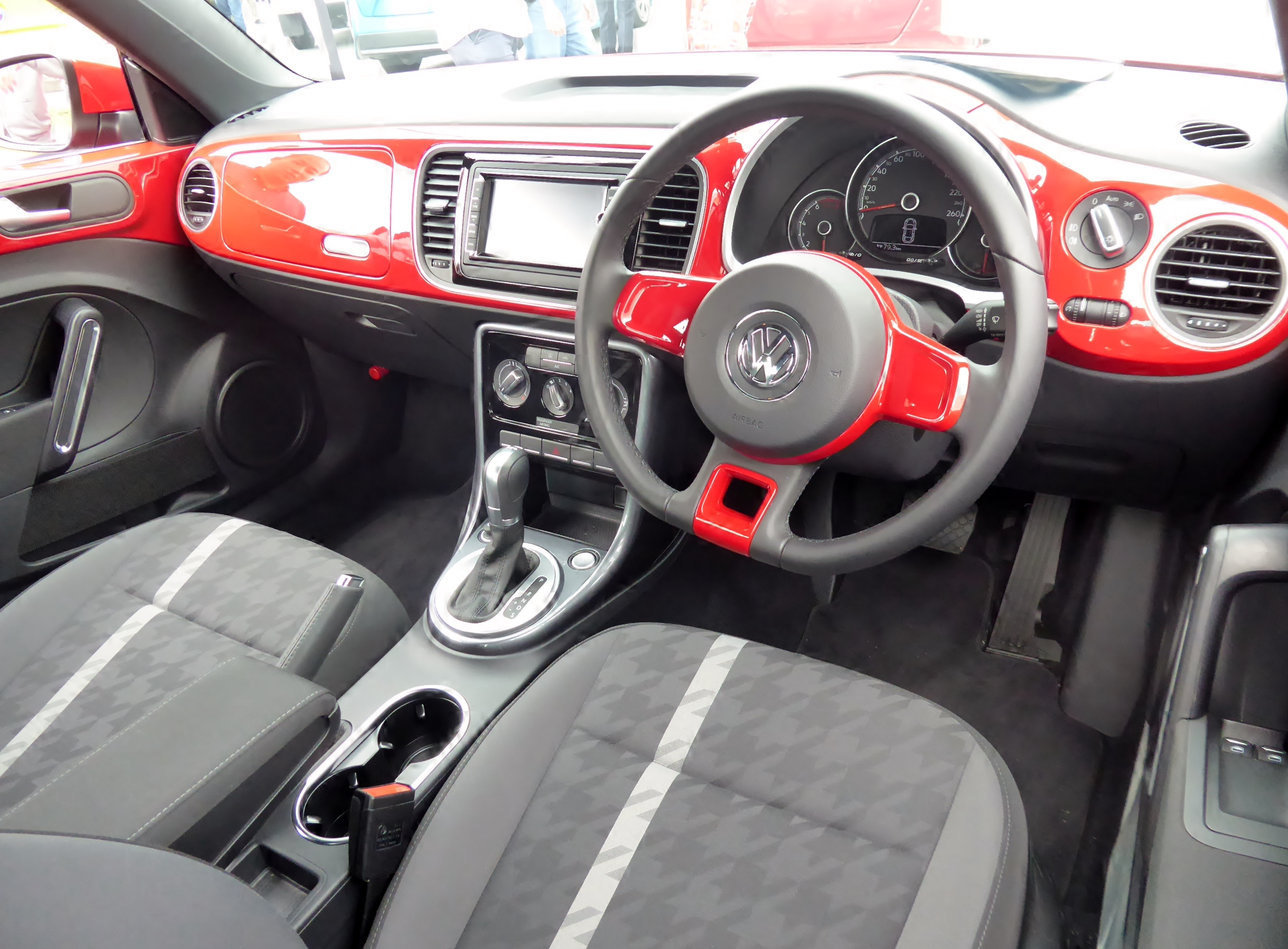

Volkswagen Beetle 2016 року оснащений сучасними технологіями безпеки та іншими високотехнологічними характеристиками. Автомобіль поставляється в різних кольорах і пропонує на вибір 2 потужних двигуна з турбонаддувом — 1,8-літровий бензиновий двигун з турбонаддувом потужністю 170 к.с. і витратою палива приблизно 8.6л / 100 км забезпечує якісну їзду. Двигуни TDI тимчасово не використовуються у 2016 році. Всі моделі Beetle є передньопривідними. У моделі Бітл 2016 року було подовжено корпус, силует якого більше нагадує вінтажний Porsche 356. Унікальні колеса для кожної моделі відрізняють Beetle від Mini Cooper і Fiat 500, як і просторий салон. 

## Beetle Turbo Black
Першим спеціальним випуском був Beetle Turbo Black 2012 року. Модифікація буде обмежена до 600 автомобілів на ринку США. Beetle Turbo Black був вперше показаний на 30-й щорічній виставці Wörthersee Treffen в червні 2011 року в Рейфніце, Австрія. Він був розташований на плавучій вітрині біля входу на виставку.

## E-Bugster
Також існує електрична версія Beetle, так звана E-Bugster, яка була показана в 2012 році на Північноамериканському міжнародному автосалоні. На відміну від інших нових жуків, E-Bugster 2-місний, а не в конфігурації 2+2.

## Двигуни
Бензинові:
- 1.2 L I4 TSI
- 1.4 L I4 16-valve TSI
- 1.8 L I4 16-valve TSI
- 2.0 L I4 16-valve TSI
- 2.5 L I5 20-valve

Дизельні:
- 1.6 L I4 TDI
- 2.0 L I4 TDI

## Продажі в США
| Calendar year | Coupe   | Convertible | New Beetle Convertible | Всього в США |
| ------------- | ------- | ----------- | ---------------------- | ------------ |
| 2012          | 28,654  | -           | 520                    | 29,174       |
| 2013          | 25,084  | 18,050      | -                      | 43,134       |
| 2014          | 17,414  | 11,768      | -                      | 29,182       |
| 2015          | 13,025  | 9,642       | -                      | 22,667       |
| 2016          | 9,830   | 5,837       | -                      | 15,667       |
| 2017          | 8,627   | 6,539       | -                      | 15,166       |
| 2018          | 8,636   | 5,775       | -                      | 14,411       |
| 2019          | 7,704   | 9,511       | -                      | 17,215       |
| Всього        | 118,965 | 67,122      | 520                    | 186,607      |